# Odontocera tuberculata
Odontocera tuberculata är en skalbaggsart som beskrevs av Dmytro Zajciw 1967. Odontocera tuberculata ingår i släktet Odontocera och familjen långhorningar. Inga underarter finns listade i Catalogue of Life.